# محمدرضا هنرمند
محمدرضا هنرمند (زاده ۱۳۳۲ - تهران) کارگردان و فیلم‌نامه‌نویس ایرانی است.

## زندگی
هنرمند در رشته مهندسی الکترونیک مخابرات تحصیل کرد و بعد به سینما روی آورد. او تا به حال در رشته‌های بازیگری، تدوین، فیلم‌نامه‌نویسی و کارگردانی فعالیت داشته‌است.

## فعالیت‌ها
- فعالیت در تئاتر در سال ۱۳۴۷.
- فعالیت در حوزه هنر و اندیشه اسلامی.
- شروع فعالیت سینمایی با فیلم مرگ دیگری به عنوان کارگردان در سال ۱۳۶۱.

## کارگردان

### سینما
- مرگ دیگری (۱۳۶۱)
- گورکن (۱۳۶۳)
- زنگ‌ها (۱۳۶۴)
- ردپایی بر شن (۱۳۶۶)
- دزد عروسک‌ها (۱۳۶۸)
- دیدار (۱۳۷۳)
- مرد عوضی (۱۳۷۶)
- مومیایی ۳ (۱۳۷۸)
- عزیزم من کوک نیستم (۱۳۸۰)
- سمفونی نهم (۱۳۹۷)

### تلویزیون
- کاکتوس (۱۳۸۳–۱۳۷۷)
- زیر تیغ (۱۳۸۵)
- آشپزباشی (۱۳۸۸)

## سایر موارد
- جشن صد سالگی سینما (طراح و کارگردان)
- کنسرت محمدرضا شجریان و گروه شهناز (رندان مست و مرغ خوش خوان) (کارگردانی)[۱]
- کنسرت سمفونی خلیج فارس، به رهبری شهداد روحانی (کارگردانی)

بازی در فیلم سینمایی روز فرشته (در نقش آقای فرزین)

## نویسنده
- سمفونی نهم (۱۳۹۷)
- عزیزم من کوک نیستم (۱۳۸۰)
- مومیایی ۳ (۱۳۷۸)
- دیدار (۱۳۷۳)
- روز فرشته (۱۳۷۲)
- دزد عروسک‌ها (۱۳۶۸)